# 羅洪先
羅洪先（1504年11月14日—1564年9月19日），字達夫，號念菴，江西吉安府吉水縣黃橙溪（今盤谷鎮谷村）人，明朝狀元、學者、地理制圖學家，江右學派代表人物。

## 生平
羅洪先自幼端重，不為嬉戲，是嘉靖四年（1525年）乙酉科江西鄉試第八十名舉人，八年（1529年）中式己丑科會試第二十六名，一甲第一名進士（狀元）。授翰林院修撰，十八年（1539年）升左春坊左贊善，明世宗迷信道教，十九年（1540年）十二月二十六日與右司諫唐順之、校書趙時春等見朝政日非，聯名上《東宮朝賀疏》，被奪職為民。自謂「丈夫事業，更有許大在。此等三年遞一人，奚足為大事也。」四十三年（1564年）去世，年六十一，贈光祿寺少卿，諡文恭。

## 著作
羅洪先於天文、地理、禮樂、典章、水利、邊塞、戰陣、攻守、陰陽、算數、無不精心探究，他將朱思本《輿地圖》加以改繪，取名《廣輿圖》。性好佛，一說晚年在鼓山出家，法號念庵，有《醒世詩》。著有《念菴集》22卷、《冬遊記》等。
據考證，羅洪先亦為中國術數《紫微斗數》的發現者，紫微斗數在不同的古本中，皆尊陳希夷為創術人，在現存可證得的古本《紫微斗數全書》，為羅洪先於華山訪道時自陳希夷道長十八世孫所取得由陳希夷尊師著作之《紫微斗數全書》，並著以序之。

## 家族
曾祖羅良，廣海衛經歷；祖父羅玉，贈兵部武選司員外郎；父羅循，山東按察司副使。母李氏（封宜人），淮王府長史李勳（號懋齋）女。具慶下。弟羅壽光、羅居先。妻曾氏，曾直女。

## 延伸阅读
- 徐階《明故左春坊左贊善兼翰林院修撰贈奉議大夫光禄寺少卿謚文恭念菴羅公墓志铭》

[在维基数据编辑]
 在维基文库阅读此作者作品（ 在维基共享资源阅览影像）
 《國朝獻徵錄·卷之十九》，出自焦竑《國朝獻徵錄》
 《明史卷二百八十三》，出自《明史》